# La Mort de Yazdgerd
 (juillet 2019).
Si vous disposez d'ouvrages ou d'articles de référence ou si vous connaissez des sites web de qualité traitant du thème abordé ici, merci de compléter l'article en donnant les références utiles à sa vérifiabilité et en les liant à la section « Notes et références ».
La Mort de Yazdgerd (Marg Yazdgerd, en persan : مرگ یزدگرد) est une pièce de théâtre télévisée du metteur en scène et scénariste iranien Bahram Beyzai. Elle a été diffusée sur le Canal 1 de l'IRIB en 1982.

## Synopsis
Le mage zoroastrien de l’Empire perse, accompagné du commandant de l’armée impériale entrent dans un moulin près de Merv pour faire le procès au meunier accusé du meurtre de l’empereur Sassanide, Yazdgard III.
Nous assistons alors à une série de témoignages, ceux du meunier, de sa femme, et de sa fille. Ils sont divergents, voire contradictoires. L’un dit qu’il a tué l’empereur car il avait violé sa femme. L’autre dit que le corps n’est pas celui de Yazdgard mais d’un homme déguisé en souverain tué des mains propres de l’empereur lui-même pour faire croire sa mort au monde entier.
Dehors, l’armée sassanide est en guerre avec les troupes des Arabes musulmans. Au moment où le jugement favorable est rendu au meunier et à sa famille, un soldat entre pour rapporter l’invasion et l’avancement des troupes arabes. C’est alors que la femme du meunier lance le message que Bahram Beyzai tente de livrer aux téléspectateurs : le jugement n’est pas terminé, de vrais juges arrivent sous peu avec leurs drapeaux noirs

## Fiche technique
- Titre : La Mort de Yazgerd
- Titre original : Marg Yazdgerd
- Réalisation et scénario : Bahram Beyzai
- Production : Bahram Beyzai
- Photographie : Mehrdad Fakhimi
- Genre : Drame historique
- Durée : 120 minutes
- Date de diffusion :  Iran : 1982

## Distribution
- Susan Taslimi[2]
- Mehdi Hashemi
- Amin Tarokh
- Yasamin Arami
- Mahmoud Behrouzian
- Karim Akbari
- Ali Reza Khamseh

## Réception
Dans le climat idéologique qui prévalait depuis la révolution iranienne et la guerre contre l'Irak, l'actrice Susan Taslimi a été critiquée pour jouer un rôle plus important que celui de ses partenaires masculins et sa forte présence à l'écran était ressentie comme « sexuelle ».
L'universitaire iranien Fazel A. Arnjad compare le film au théâtre épique de Bertolt Brecht.